# Сакач, Радий Владимирович
Ра́дий Влади́мирович Сака́ч (20 сентября 1925, Верхнеудинск — 1 мая 2010, Москва) — советский и российский авиационный инженер, учёный в области прочности, надёжности и эксплуатационной живучести воздушных судов, доктор технических наук (1974), профессор (1975), заслуженный работник транспорта Российской Федерации (1998).

## Биография

### Ранние годы
Радий Сакач родился 20 сентября 1925 года в Верхнеудинске (ныне Улан-Удэ). В 1949 году он окончил МАИ им. С. Орджоникидзе.

### Работа в гражданской авиации
В 1952 году Сакач поступил на работу в ГосНИИ ГВФ. В этом институте (впоследствии — ГосНИИ ГА) он прошел путь от инженера до начальника института. Работал в должностях начальник лаборатории, начальника отдела, заместителя начальника института. В должности начальника института Сакач работал в период с 1973 по 1985 годы.
Василий Сергеевич Шапкин (Q111695286), который уже после Сакача также руководил ГосНИИ ГА (2006—2018), вспоминал, что для института под руководством Сакача был один из самых плодотворных периодов. Сакач был включен в состав коллегии МГА СССР, под его руководством выполнялось научное сопровождение эксплуатации новых отечественных воздушных судов Ту-154, Ил-62М, Ил-76, Ил-86. Авторитет ГосНИИ ГА в гражданской авиации СССР был велик, что во многом связано с незаурядной личностью Сакача, как видного учёного и организатора научной и практической деятельности института и отрасли.
Как учёный Сакач основное внимание уделял вопросам прочности, надёжности и эксплуатационной живучести воздушных судов. В 1953 году он по результатам исследований нагружения при кручении цилиндрических оболочек защитил в МАИ диссертацию на соискание учёной степени кандидата технических наук. Свою докторскую диссертацию, также по техническим наукам, Сакач защитил в 1973 году в Киевском институте инженеров гражданской авиации.
В роли руководителя головного отраслевого института гражданской авиации СССР Сакач организовывал и проводил комплексные научные исследования по прогнозированию развития отрасли. Как эксперт он принимал личное участие в международной деятельности органов ИКАО.
После ухода с должности начальника ГосНИИ ГА Сакач посвятил себя научно-педагогической деятельности. В период 1985—2007 годы он возглавлял кафедру безопасности полётов и жизнедеятельности МИИГА (1985—1998), а с 1998 по 2007 годы работал на ней в должности профессора. Подготовил 10 кандидатов и 1 доктора наук.
В 2007 году Сакач вернулся на работу в ГосНИИ ГА в должности главного научного сотрудника Авиационного сертификационного центра института.

### Смерть
Жил в Москве. Умер 1 мая 2010 года. Похоронен в Москве на Новодевичьем кладбище (участок 8).

## Награды и звания
- Награждён орденом Ленина, двумя орденами «Знак Почёта»[3], нагрудным знаком «Отличник Аэрофлота»
- Заслуженный работник транспорта РФ (16.04.1998)[3]